# Jill Ireland
Jill Ireland (* 24. April 1936 in London; † 18. Mai 1990 in Malibu, Kalifornien) war eine britische Schauspielerin.

## Leben
Jill Ireland begann als Zwölfjährige ihre Karriere als Tänzerin. 1955 debütierte sie beim Film, wo sie nach Anfängen in Kleinstrollen im Laufe der Jahre größere Rollen und Bekanntheit erhielt; zunächst an der Seite ihres ersten Mannes David McCallum, dann vor allem neben ihrem zweiten Ehemann Charles Bronson in den 1970er Jahren, mit dem sie in 16 Filmen auftrat.
Sie starb am 18. Mai 1990 im Alter von 54 Jahren an Brustkrebs. Über ihre Erfahrungen mit der Krankheit schrieb sie zwei Bücher. Die Geschichte ihrer Erkrankung wurde 1991 als Reason for Living: The Jill Ireland Story mit Jill Clayburgh in der Hauptrolle für das US-amerikanische Fernsehen verfilmt. Die Urne mit ihrer Asche wurde auf dem Brownsville Cemetery in Vermont beigesetzt, auf dem später auch Bronson seine letzte Ruhe fand.

## Privates
Jill Ireland  war von 1957 bis 1967 mit David McCallum verheiratet, mit dem sie zwei leibliche Söhne (* 1958 und 1963) und einen 1963 adoptierten Sohn († 1989) hatte. Ihren zweiten Ehemann Charles Bronson heiratete sie 1968. Mit ihm hatte sie eine Tochter (* 1971) und 1983 ein weiteres Adoptivkind. Mit Bronsons Kindern aus erster Ehe bildeten sie eine Großfamilie. Sie lebte mit ihrer Familie abwechselnd auf einer großen Farm in Vermont und auf Bronsons Anwesen in Bel Air und Malibu.

## Filmografie (Auswahl)
- 1955: No Love for Judy
- 1955: The Woman for Joe
- 1955: Simon und Laura (Simon and Laura)
- 1957: Duell am Steuer (Hell Drivers)
- 1959: Ist ja irre - 41 Grad Liebe (Carry On Nurse)
- 1961: So Evil, So Young
- 1967: Raumschiff Enterprise (Star Trek - This Side of Paradise als  Leila) (Fernsehserie, eine Folge)
- 1968: Pancho Villa reitet (Villa Rides)
- 1970: Der aus dem Regen kam (Le Passager de la pluie)
- 1970: Brutale Stadt (Città violenta)
- 1970: Kalter Schweiß (De la part des copains)
- 1972: Kalter Hauch (The Mechanic)
- 1972: Die Valachi-Papiere (The Valachi Papers)
- 1973: Wilde Pferde (Valdez il mezzosangue)
- 1975: Der Mann ohne Nerven (Breakout)
- 1975: Ein stahlharter Mann (Hard Times)
- 1975: Nevada Pass (Breakheart Pass)
- 1976: Zwischen Zwölf und Drei (From Noon Till Three)
- 1979: Ein Mann räumt auf (Love and Bullets)
- 1982: Der Mann ohne Gnade (Death Wish II)
- 1987: Der Mordanschlag (Assassination)
- 1987: Gejagt durch Amsterdam (Caught)

## Bücher
- Jill Ireland: Life Wish. A Personal Story of Survival. Little Brown and Company, Boston 1987, ISBN 0-316-10926-6.
- Jill Ireland: Lifeline. My Fight to Save My Family. Warner Books, New York 1989, ISBN 0-446-51480-2.